# معركة الهري
مَعْرَكَةُ الهري معركةٌ خاضتْها قبائلُ زَيَانَ المغربيةِ تحتَ قيادةِ محمد بن حمو الزياني في يومِ الجمعةِ 25 ذو الحجة 1332 (1914 مـ) ضد فرنسا المحتلةِ آنذاك لمناطقَ مهمةٍ في المغربِ وبنحوٍ متزايدٍ. جرت المعركةُ في موضعِ الهري على بعدِ 10 كيلومتراتٍ جنوبًا من مدينةِ خنيفرةَ، وجاءت في إطارِ حربِ زيانَ التي سعتْ فيها قبائلُ زيانَ لمقاومةِ التوسعِ الفرنسيِّ المتواصلِ داخلَ الأراضي المغربيةِ. انتهت المعركةُ بانتصارِ الزيانيينَ على القواتِ الفرنسيةِ بقيادةِ المُقَدَّمِ لابيردور الذي قُتِلَ في المعركةِ.

## دوافع معركة الهري
قرر المحتل الفرنسي إخضاع جبال الأطلس الكبير والمتوسط والصغير قصد تطويق المقاومة ومحاصرتها برا وجوا وبحرا من أجل فرض الأمن واستتباب الطمأنينة في نفوس المعمرين الأجانب لاستغلال المغرب واستنزاف خيراته الاقتصادية. لكن احتلال المغرب ضمن أبعاد فرنسا الاستعمارية ونواياها المبيتة لن يكون في صالح الحكومة الحامية إلا بالاستيلاء على الأطلس المتوسط باعتباره ممرا إستراتيجيا يفصل الشمال عن الجنوب، ويفصل أيضا الغرب عن الشرق، ويهدد كذلك وجود فرنسا بالجزائر ومدينة وجدة والمغرب الشرقي الجنوبي، ويهدد كل المناطق المتاخمة للحدود الجزائرية.
كما يكتسي الأطلس المتوسط أهمية جغرافية واقتصادية على المستوى المائي والفلاحي والغابوي؛ لكونه منبعا لكثير من الأنهار والمصبات بفضل كثرة الثلوج المتساقطة على المنطقة، والتي تتحول إلى مجار وينابيع وعيون مائية تنساب في الكثير من الأنهار كنهر أم الربيع ونهر ملوية ووادي العبيد. وبالتالي، تساهم هذه الأنهار والأودية في إنشاء السدود وتوليد الطاقة الكهربائية، فضلا عن توفر الأطلس المتوسط على خط المواصلات المباشر الذي يربط بين مراكش وفاس عبر أم الربيع ومدينة خنيفرة.
وقد دفع هذا الوضع الإستراتيجي الإقامة الفرنسية بالرباط إلى التفكير في احتلال الأطلس المتوسط لفتح الطرق والممرات البرية لتسهيل التواصل بين فاس ومراكش وتسخير خيرات الجبال لصالح فرنسا التي كانت تخوض حربا كونية ضد دول المحور التي كانت تتزعمها الإمبراطورية الألمانية بقيادة بسمارك. كما أن أغلب المقاومين الذين كانوا يحاربون فرنسا كانوا يحتمون بجبال الأطلس المتوسط ولاسيما المقاومين الزيانيين.
و قد أثبت ليوطي المقيم العام بالمغرب في 2 ماي 1914م دوافع احتلال الأطلس المتوسط حينما صرح قائلا:«إن بلاد زيان تصلح كسند لكل العصاة بالمغرب الأوسط، وإن إصرار هذه المجموعة الهامة في منطقة احتلالنا، وعلاقتها المستمرة مع القبائل الخاضعة، يكون خطرا فعليا على وجودنا، فالعصاة المتمردون والقراصنة مطمئنون لوجود ملجإ وعتاد وموارد، وقربها من خطوط محطات الجيش ومناطق الاحتلال جعل منها تهديدا دائما لمواقعنا، فكان من الواجب أن يكون هدف سياستنا، هو إبعاد كل الزيانيين بالضفة اليمنى لأم الربيع».
ونفهم من خلال هذا التصريح أن خوض المعركة ضد الزيانيين بجبال الأطلس المتوسط فرضته دوافع إستراتيجية تتمثل في محاصرة المقاومة التي كانت تساعد القبائل المجاورة والسهول المحتلة من قبل على التحرر والانعتاق من قبضة المحتل الفرنسي الذي بذل مجهودات جبارة من أجل السيطرة عليها وتطويعها.

## سياق معركة الهري

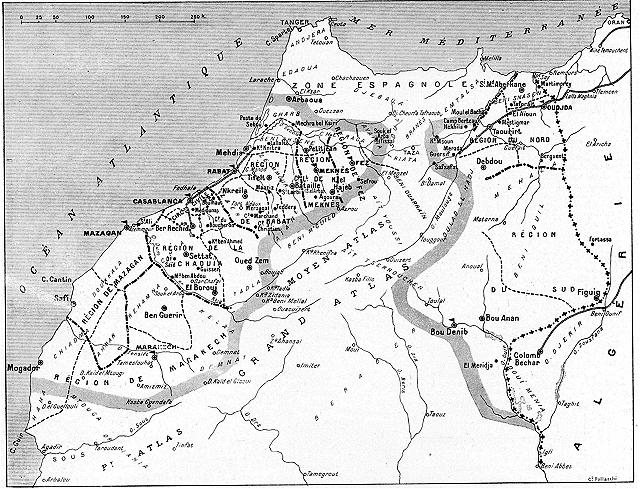
العمل العسكري الفرنسي في المغرب إلى حدود سنة 1914

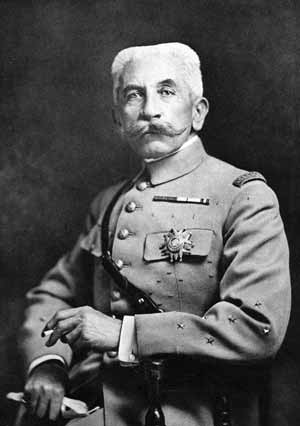
المقيم العام في المغرب ليوطي (1912-1925)

مدن الأطلس المتوسط

بعد معارك ضارية في منطقة تادلا إلى جانب رفيقه في المقاومة موحا أوسعيد، تراجع أوحمو الزياني إلى مدينة خنيفرة التي كان قائدا لها، فجمع الزيانيين ووحد قبائل الأطلس المتوسط وتحالف مع القبائل الأطلسية المجاورة، فكون جيشا قويا مدربا على الرغم من نقص العتاد والأسلحة والمؤن التي تؤلهم للاستمرار في المعركة مدة طويلة.[بحاجة لمصدر]

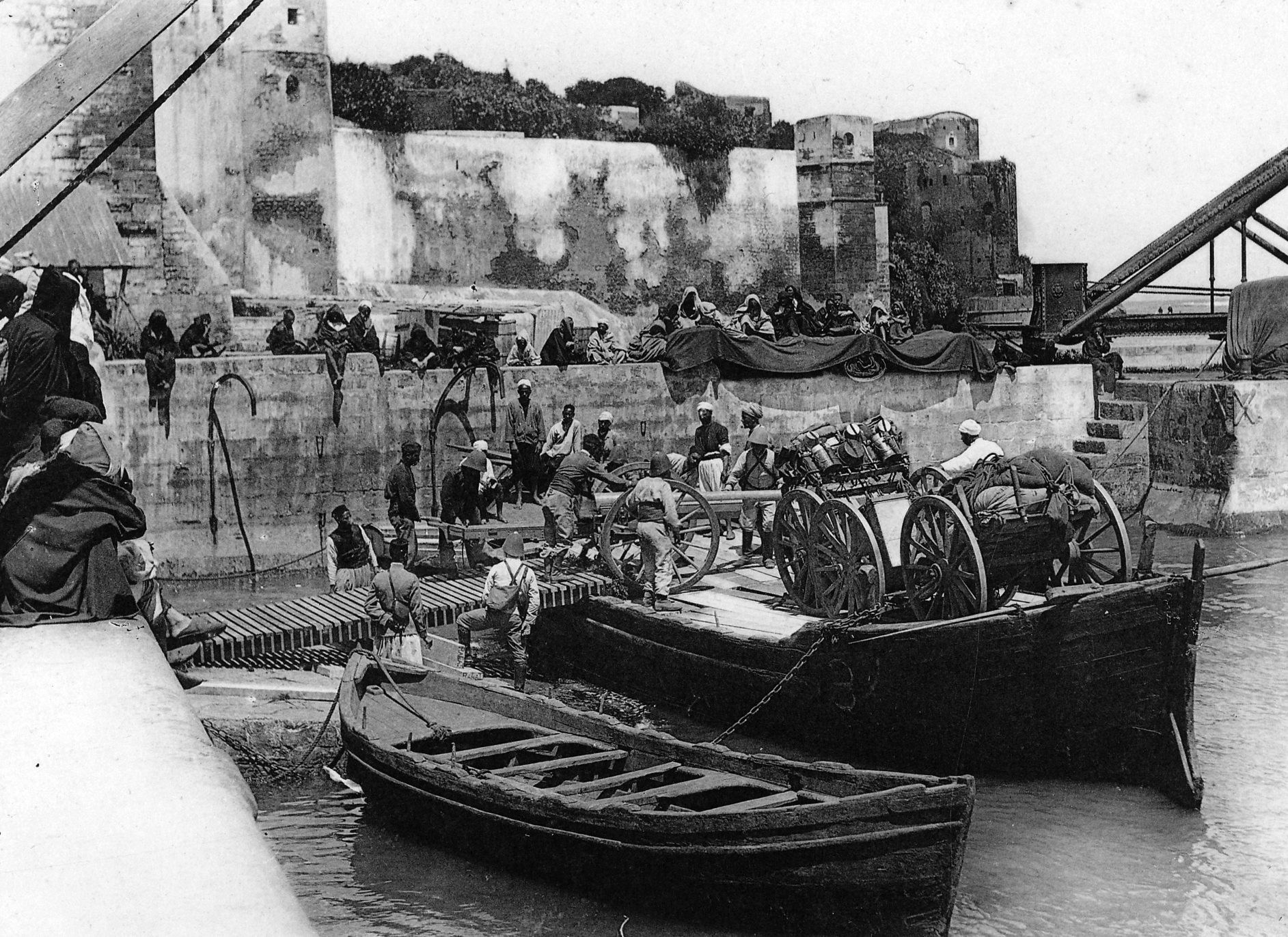
مدافع فرنسية تعبر ضفة نهر بورقراق

ولما فشل الفرنسيون في استمالة موحا أوحمو وإغرائه وتسويفه، قررت القوات الغازية بقيادة الكولونيل هنريس (Henrys) أن تشن حرب الإبادة ضده وضد قبائل زيان، حيث يقول الجنرال گيوم:«لاتكمن قوة الزيانيين في كثرة عددهم بقدر ماتكمن في قدرتهم على مواصلة القتال بالاعتماد على ماكانوا يتحلون به من بسالة وتماسك وانتظام، وأيضا بفضل مهارة فرسانهم البالغ عددهم 2500 رجل، فكانوا بحق قوة ضاربة عركتها سنوات طويلة من الاقتتال. كما كانت أيضا سرعة الحركة والإقدام إلى جانب القدرة العفوية على المخاتلة في الحرب من الصفات المميزة لمقاتليهم...»[بحاجة لمصدر]

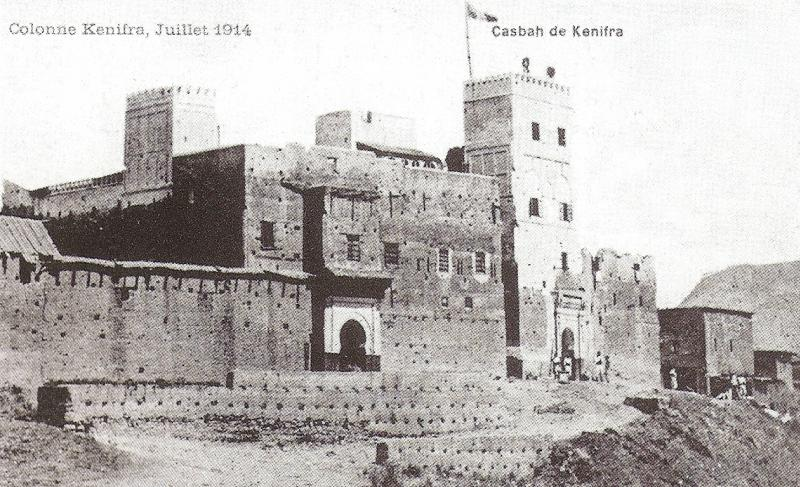
وجد الفرنسيون قصبة خنيفرة خالية من السكان (1914)

ويتبين لنا من هذا الاعتراف الذي صرح به قائد القوات الأجنبية أن الزيانيين بقيادة موحا أوحمو كانوا من المقاومين الأشداء، ومن المناضلين المتمرسين على فنون الحرب والقتال، يمتازون بالقوة والشجاعة، والاستشهاد في سبيل الله والاعتماد على الإيمان في خوض حروبهم ضد المستعمرين المحتلين، واختيار حرب العصابات وأسلوب الكر والفر والمقاومة الشعبية السريعة والخاطفة في مواجهة الأعداء المتغطرسين وسحقهم.

## أطوار المعركة
وعلى أي، فقد دخل الفرنسيون بقيادة الكولونيل هنريس مدينة خنيفرة في 12 يونيو 1914م بجيش تجاوز تعداده ثلاثين ألف محارب، فاضطر القائد موحا أو حمو الزياني إلى إخلائها والاحتماء بالجبال المجاورة للمدينة، فبدأ يشن هجماته المرات والمرات على مدينة خنيفرة، ودخل مع المحتل في مناوشات واصطدامات كثيرة انتهت بخسائر جسيمة في صفوف الجيش الفرنسي.[بحاجة لمصدر]

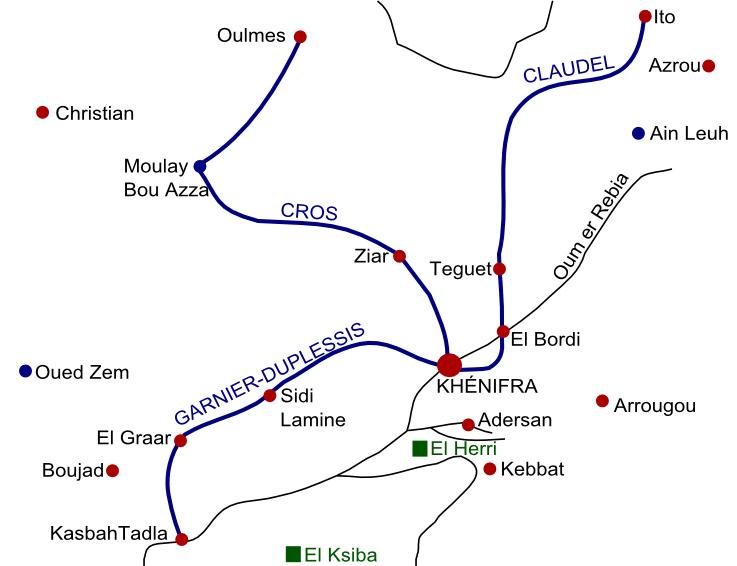
هاجم الفرنسيون مدينة خنيفرة من ثلاث جهات

هذا، وقد تعسكر موحا أوحمو مع أتباعه في مخيم بمنطقة الهري استعدادا لكل هجوم مباغت وفرارا من مدينة خنيفرة التي سيطر عليها الكولونيل هنريس، وتقع قرية الهري على مسافة 15 كيلومترا من خنيفرة.[بحاجة لمصدر]
ولما علم الكولونيل بوجود موحا أوحمو الزياني بمعسكر الهري مع أتباعه القليلي العدد، استغل ليلة شتاء 13 نوفمبر 1914م لمباغتة المقاومين داخل مخيمهم بعد أن أباد الأطفال والشيوخ والنساء بدون رحمة. وهكذا، بادر الجيش الفرنسي بقوات حاشدة لتطويق المقاومة بصفة نهائية، وهنا يقول محمد المعزوزي:«وقام بتنفيذ خطته يوم 12 نوفمبر، حيث تحرك بأربع فرق تضم 1300 جندي، معززة بالمدفعية، وتوجه إلى معسكر الهري حيث قام بهجوم مباغت على الدواوير ومكان المجاهدين».[بحاجة لمصدر]
وكانت المعركة التي ظنها المستعمر الفرنسي سهلة المرامي، فإذا بها تصبح بفضل شجاعة المقاومين الأشداء حربا حامية الوطيس تلطخت بدماء القتلى وجثث الغزاة التي افترشت الثرى بعد الهجوم العسكري الفاشل:" لقد كان الهجوم على معسكر الزياني عنيفا، حيث بدأ في الساعة الثالثة صباحا، وتم تطويق المعسكر من أربعة جهات في آن واحد، ليبدأ القصف شاملا، حيث قذفت الخيام المنتصبة التي تحتوي الأبرياء، وقام الجنود بأمر من لابيردور بمهاجمة القبائل المحيطة بالقرية، فيما استغل البعض الآخر – الجنود- الفرصة لجمع القطيع الموجود من الأغنام والأبقار، واختطاف النساء توهما بالنصر.[بحاجة لمصدر]
هذا في الوقت الذي كان فيه حشد آخر يقصد الجبل لتمشيطه من المقاومة، وبذلك تحولت منطقة الهري إلى جحيم من النيران، وسمعت أصوات الانفجارات في كل المناطق المجاورة، وظن قائد الحملة العسكرية على الهري أن النصر حليفه، وأنه وضع حدا لمقاومة الزياني.[بحاجة لمصدر]

## التحول في المعركة

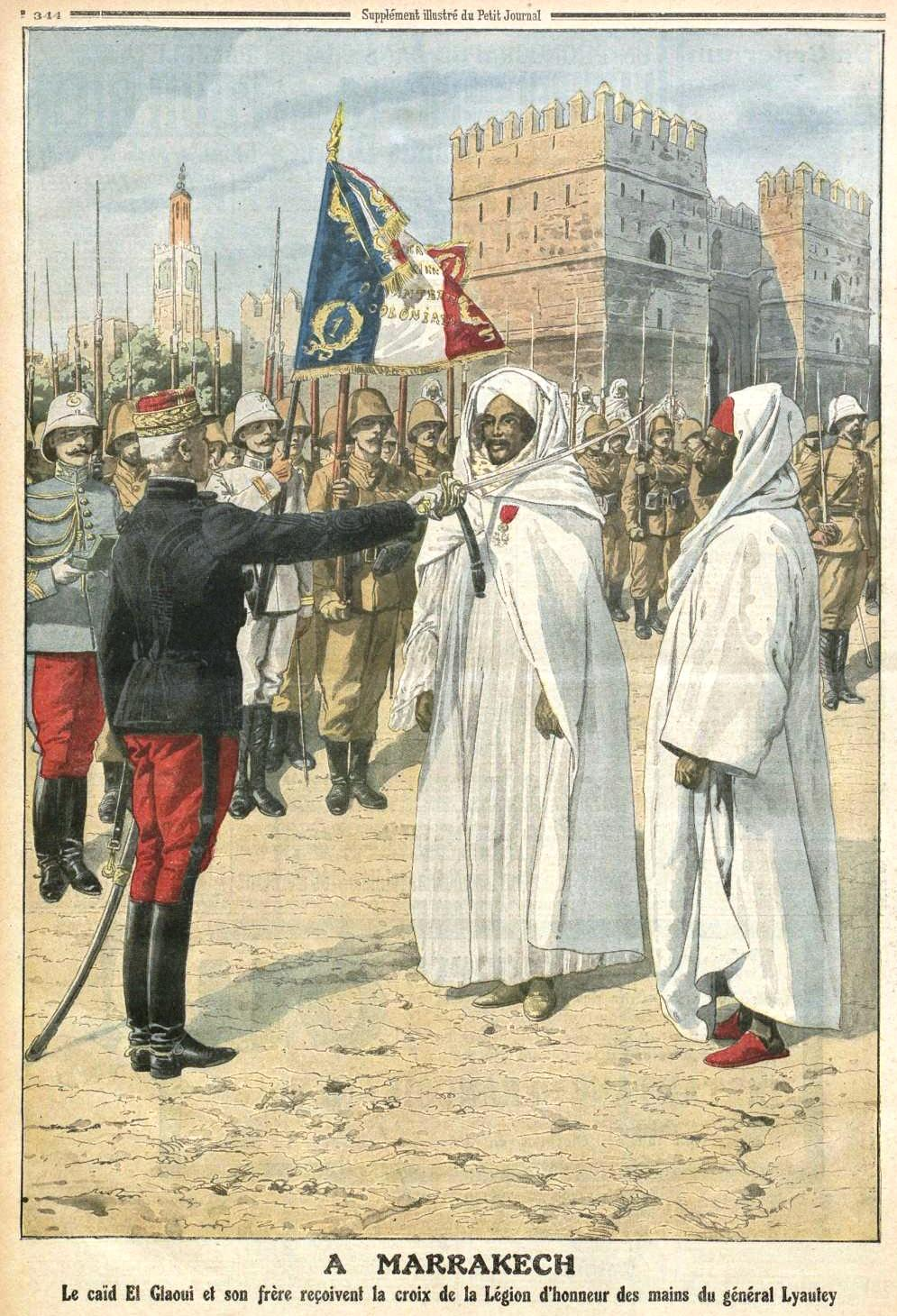
المقيم العام الفرنسي ليوطي يوشح الأخوين الكلاوي في مراكش (1912)

أصيب قائد الحملة العسكرية الفرنسية بخيبة أمل حينما فوجئ برد عنيف من طرف المقاومين ليدرك بعد ذلك أنه ألقى بنفسه وبقواته في مجزرة رهيبة ودوامة لا سبيل للخروج منها. فالمعركة ستحسب لصالح موحا أوحمو الزياني بعد أن تحالفت معه القبائل المجاورة، والتي حضرت بسرعة خاطفة خاصة إشقرين وآيت نوح وآيت بويشي وآيت شارط وآيت بومزوغ وآيت خويا وآيت إحند وآيت يحيى وآيت سخمان وآيت إسحق تسكارت وآيت بوحدو والمرابطين وقبائل زيان. وقد حاصرت هذه القبائل جميعها الجنود الفرنسيين من كل النواحي، وطوقتهم بشكل مباغت ومفاجئ، فواجهتهم بكل الأسلحة الموجودة لديهم من بنادق وفؤوس وخناجر، وقد أبانت هذه القبائل عن محبتها للقائد موحا أوحمو وعن روح قتالية عالية ورغبة كبيرة في الانتقام من الغزاة الطامعين.

## نتائج المعركة

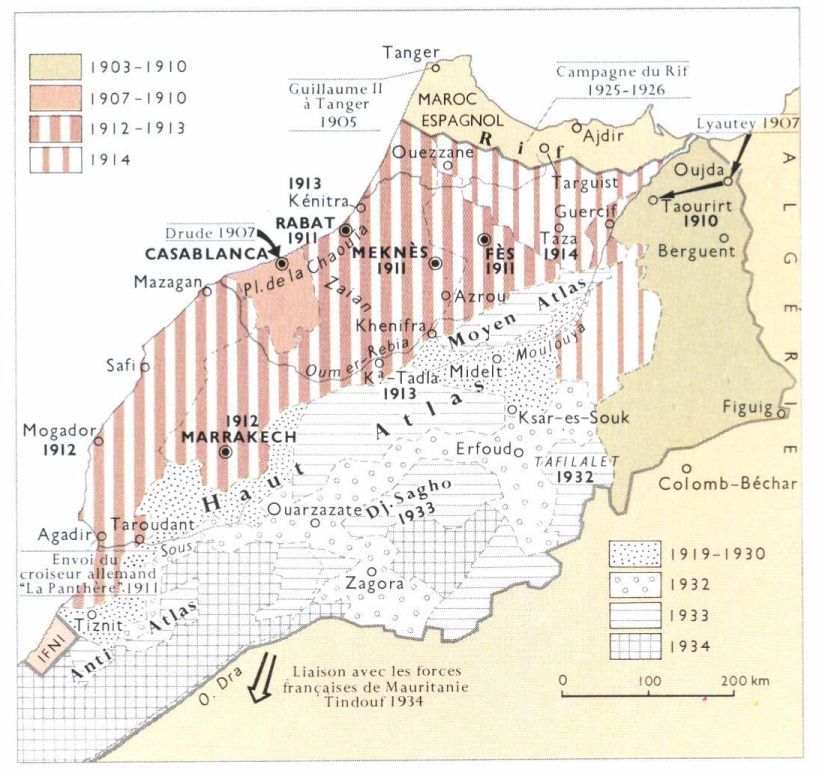
مراحل إحتلال المغرب من 1908 إلى 1932

وقد أظهرت الحرب هزيمة الفرنسيين بعد مقتل الكثير من الجنود والضباط؛ مما جعل القواد يطلبون مزيدا من التعزيزات والوحدات الإضافية، لكن موحا أوحمو لم يترك لهم فرصة الانسحاب، فتتبع قواتهم الفارة، فحاصرها من كل النواحي إلى أن فتك بالكولونيل لاڤريدور عند نقطة بوزال؛ مما اضطر باقي جنوده إلى الإذعان والاستسلام لقائد قبائل زيان، بعد أن تمكن المقاوم موحا أو حمو من القضاء على نصف القوات الغازية المعتدية.[بحاجة لمصدر]
حققت معركة الهري التي قادها البطل المقاوم موحا أو حمو برفقة الزيانيين والقبائل المتحالفة نتائج إيجابية على جميع الأصعدة، ولاسيما أنها كبدت المستعمر المحتل عدة خسائر في العتاد والأرواح البشرية، فكانت بمثابة فاجعة مأساوية بالنسبة للفرنسيين حتى قال الجنرال " كيوم " Guillaume أحد الضباط الفرنسيين الذين شاركوا في الحملة على قبائل الأطلس المتوسط في مؤلفه "البربر المغاربة وتهدئة الأطلس المتوسط (1939/1912): "لم تمن قواتنا قط في شمال إفريقيا بمثل هذه الهزيمة المفجعة"[بحاجة لمصدر]

## الخسائر والغنائم
وقد بين محمد المختار السوسي في كتابه «المعسول» بأن معركة الهري أسفرت عن مقتل أكثر من عشرين شخصية عسكرية ذات الرتب العالية ناهيك عن أسر الكثير من الجنود، وفي هذا الصدد يقول:«ومن أكبر الوقائع في الحروب وقعة الهري التي استوصل (قتل) فيها رؤساء جنود الفرنسيين أكثر من 20 فيهم الكولونيلات (colonels) والقبطانات (capitains) والفسيانات (officiers)، وتفصيلها أن العسكر الفرنسي تقدم بقوة عظيمة وتوغل في تلك الجبال إلى أن وصل الهري المذكور، فانقض عليه عسكر زيان (بزعامة موحا أوحمو الزياني) ومن معهم وسدوا عليهم المسالك التي سلكوها وجعلوا يقتلونهم كيف يشاؤون ويأسرون إلى أن أفنوهم».[بحاجة لمصدر]
وقد ترتبت عن هذه المعركة مقتل 33 قتيلا من الضباط و650 قتيل من الجنود و176 جريح، وغنم المقاومون المغاربة كثيرا من العتاد العسكري الحديث، فحصلوا على 3 مدافع كبيرة و10 مدافع رشاشة وعدد كبير من البنادق وعشرات الخيول المحملة بالذخيرة الحربية والمؤن.[بحاجة لمصدر]

### استشهادات
1. ↑  Hoisington 1995, p. 75.
2. ↑  Hoisington 1995, p. 76.
3. ↑  French Embassy in Morocco, Le Maroc sous domination coloniale (PDF) (in French), archived from the original (pdf) on 15 February 2010, retrieved 29 November 2009
4. ↑  McDougall 2003, p. 43.
5. ↑  Burke 1975, p. 439.

### ببليوغرافيا
- كتاب كباء العنبر من عظماء زيان وأطلس البربر (2004)
- كتاب مذكرات في تاريخ حركة المقاومة وجيش التحرير المغربي من 1947 إلى 1986
- كتاب معركة الهري، 13 نونبر 1914: صفحات من الجهاد الوطني
- كتاب المقاومة المغربية ضد الاحتلال الفرنسي: من احتلال فاس إلى معركة الهري، 1911-1914
- كتاب ملحمة البطولة: منطقة أيت با عمران
- كتاب انتفاضة الشاوية سنة 1907: دراسة، وثائق تاريخية، ملاحق أدبية
- الحماية جناية على الأمة: المغرب نموذجا
- https://www.yabiladi.com/articles/details/70999/novembre-1914-bataille-historique-d-el.html

معركة بادو